# Península d'Avalon

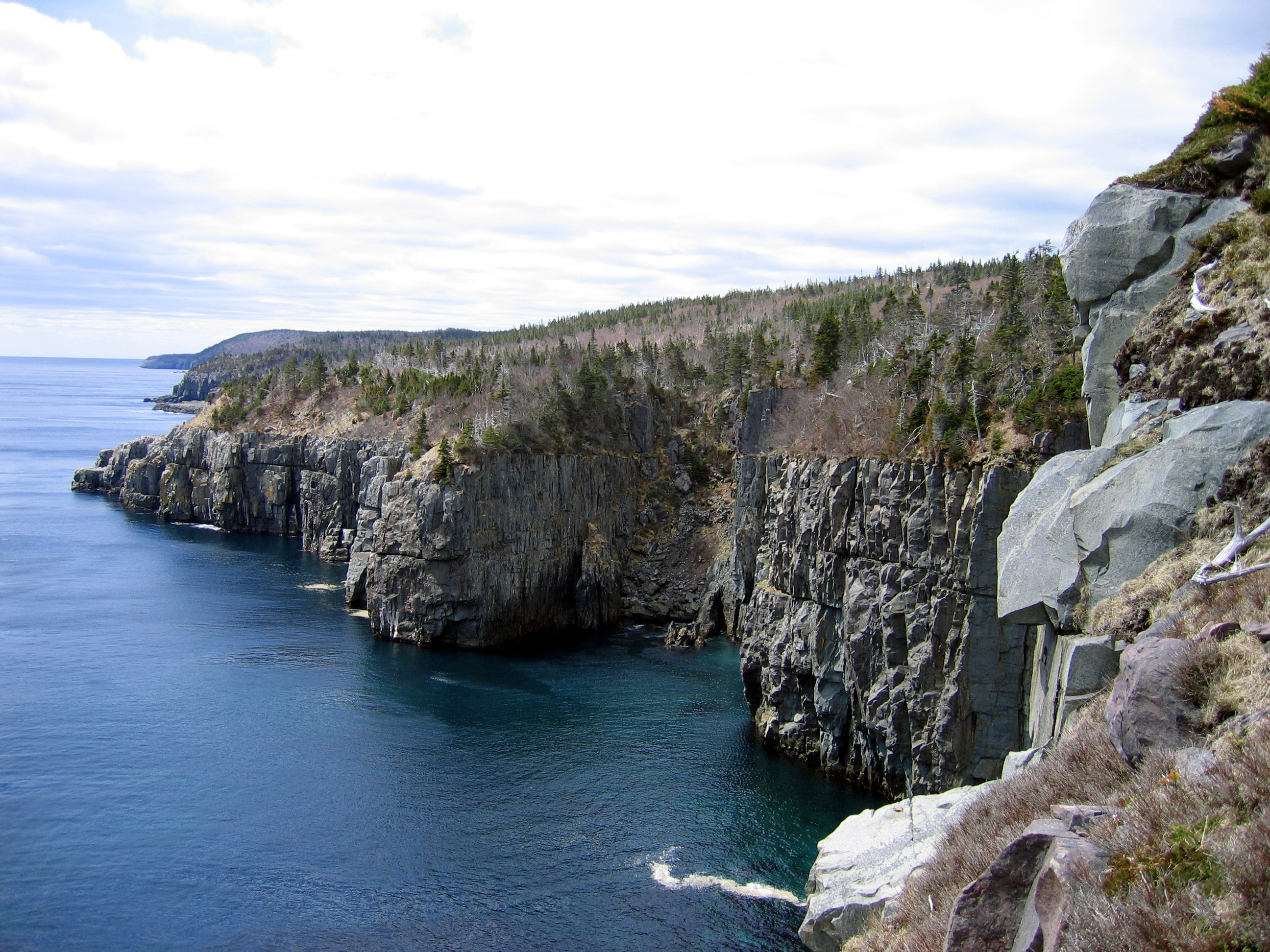
La costa d'Avalon

La península d'Avalon és una península de gran extensió (10.360 km²) que és a la part sud-est de l'illa de Terranova al Canadà. Hi habiten 257.223 persones, aproximadament el 51% de la població de Terranova el 2009, i on es troba la seva capital, St. John's. Està connectada a la resta de l'illa per un istme de 5 km d'ample. La badia de Placentia és el centre de la indústria pesquera de Terranova. S'hi troben fòssils del Precambrià.
Aquesta península va ser un dels primers llocs de poblament europeu permanent d'Amèrica del nord; es va establir a Cuper's Cove, per part de George Calvert el 1610. El 1623, es va formar la província d'Avalon en imitació del vell Avalon de Somerset (Anglaterra); Calvert va voler que aquesta colònia fos un refugi per als catòlics romans perseguits a Anglaterra. El 1696, durant la Guerra del rei William, els francesos destruïren moltes viles angleses a la península d'Avalon.